# World Team Cup 2002
De ARAG World Team Cup 2002  werd gehouden van 19 tot en met 25 mei 2002 in het Duitse Düsseldorf. Het was de vijfentwintigste editie van het tennistoernooi tussen landen. Dit toernooi bestaat uit twee singlepartijen en één dubbelpartij.
Het Argentijnse team won voor de tweede  keer de World Team Cup.

## Groepsfase

### Rode Groep

#### Eindstand
| Pos. | Land             | W | V | Wedstr. | Sets  |
| ---- | ---------------- | - | - | ------- | ----- |
| 1.   | Argentinië       | 2 | 1 | 5-4     | 11-11 |
| 2.   | Zweden           | 2 | 1 | 6-3     | 15-10 |
| 3.   | Frankrijk        | 1 | 2 | 5-4     | 11-11 |
| 4.   | Verenigde Staten | 1 | 2 | 2-7     | 9-14  |

#### Wedstrijden
| Verenigde Staten                | - | Frankrijk                       | 0 - 3               |
| ------------------------------- | - | ------------------------------- | ------------------- |
| Andy Roddick                    | - | Arnaud Clément                  | 3-6, 6-4, 3-6       |
| Pete Sampras                    | - | Nicolas Escudé                  | 6-7(3), 6-2, 6-7(2) |
| James Blake Jared Palmer        | - | Arnaud Clément Nicolas Escudé   | 1-6, 1-6            |
| Zweden                          | - | Argentinië                      | 1 - 2               |
| Thomas Enqvist                  | - | José Acasuso                    | 3-6, 6-1, 7-6(5)    |
| Thomas Johansson                | - | Guillermo Cañas                 | 2-6, 6-4, 0-6       |
| Jonas Björkman Thomas Johansson | - | Lucas Arnold Ker Gastón Etlis   | 3-6, 7-6(3), [9-11] |
| Verenigde Staten                | - | Argentinië                      | 2 - 1               |
| Andy Roddick                    | - | José Acasuso                    | 6-3, 6-2            |
| Pete Sampras                    | - | Guillermo Cañas                 | 7-5, 2-6, 6-7(5)    |
| James Blake Jared Palmer        | - | Lucas Arnold Ker Gastón Etlis   | 7-5, 6-2            |
| Zweden                          | - | Frankrijk                       | 2 - 1               |
| Thomas Enqvist                  | - | Nicolas Escudé                  | 6-4, 6-4            |
| Jonas Björkman                  | - | Arnaud Clément                  | 1-6, 7-6(3), 6-7(5) |
| Jonas Björkman Thomas Enqvist   | - | Arnaud Clément Nicolas Escudé   | 3-6, 4-6            |
| Verenigde Staten                | - | Zweden                          | 0 - 3               |
| James Blake                     | - | Thomas Enqvist                  | 6-4, 5-7, 6-7(4)    |
| Pete Sampras                    | - | Thomas Johansson                | 2-6, 7-6(3), 6-7(5) |
| James Blake Jared Palmer        | - | Jonas Björkman Thomas Johansson | 3-6, 4-6            |
| Frankrijk                       | - | Argentinië                      | 1 - 2               |
| Arnaud Clément                  | - | José Acasuso                    | 6-7(1), 3-6         |
| Nicolas Escudé                  | - | Guillermo Cañas                 | 5-7, 2-6            |
| Arnaud Clément Nicolas Escudé   | - | Lucas Arnold Ker Gastón Etlis   | 6-1, 6-4            |

### Blauwe Groep

#### Eindstand
| Pos. | Land                | W | V | Wedstr. | Sets |
| ---- | ------------------- | - | - | ------- | ---- |
| 1.   | Rusland             | 2 | 1 | 5-4     | 11-9 |
| 2.   | Spanje              | 2 | 1 | 6-3     | 13-7 |
| 3.   | Verenigd Koninkrijk | 1 | 2 | 4-5     | 9-10 |
| 4.   | Duitsland           | 1 | 2 | 3-3     | 6–13 |

#### Wedstrijden
| Spanje                          | - | Verenigd Koninkrijk                   | 3 - 0                     |
| ------------------------------- | - | ------------------------------------- | ------------------------- |
| Àlex Corretja                   | - | Martin Lee                            | 6-3, 6-4                  |
| Albert Costa                    | - | Tim Henman                            | 4-6, 6-3, 6-2             |
| Galo Blanco Àlex Corretja       | - | Martin Lee Miles Maclagan             | 3-6, 5-7                  |
| Rusland                         | - | Duitsland                             | 1 - 2                     |
| Jevgeni Kafelnikov              | - | Tommy Haas                            | 6-7(5), 3-6               |
| Marat Safin                     | - | Nicolas Kiefer                        | 4-6, 6-2, 6-7(5)          |
| Jevgeni Kafelnikov Marat Safin  | - | Karsten Braasch Lars Burgsmüller      | 6-1, 6-1                  |
| Duitsland                       | - | Verenigd Koninkrijk                   | 1 - 2                     |
| Nicolas Kiefer                  | - | Tim Henman                            | 6-7(5), 3-6               |
| Lars Burgsmüller                | - | Martin Lee                            | 6-3, 6-3                  |
| Lars Burgsmüller Nicolas Kiefer | - | Martin Lee Miles Maclagan             | 4-6, 1-2 opgave Duitsland |
| Rusland                         | - | Spanje                                | 2 - 1                     |
| Marat Safin                     | - | Àlex Corretja                         | 6-4, 6-4                  |
| Jevgeni Kafelnikov              | - | Albert Costa                          | 3-6, 6-7(6)               |
| Jevgeni Kafelnikov Marat Safin  | - | Àlex Corretja Albert Costa            | 6-7(1), 6-3, [10-5]       |
| Spanje                          | - | Duitsland                             | 3 - 0                     |
| Albert Costa                    | - | Nicolas Kiefer                        | 6-2, 6-2                  |
| Àlex Corretja                   | - | Philipp Kohlschreiber                 | 6-3, 6-4                  |
| Àlex Corretja Albert Costa      | - | Karsten Braasch Philipp Kohlschreiber | 6-3, 6-2                  |
| Rusland                         | - | Verenigd Koninkrijk                   | 2 - 1                     |
| Jevgeni Kafelnikov              | - | Tim Henman                            | 2-6, 6-7(8)               |
| Marat Safin                     | - | Martin Lee                            | 7-5, 7-5                  |
| Jevgeni Kafelnikov Marat Safin  | - | Martin Lee Miles Maclagan             | 6-1, 6-0                  |

## Finale
| Rusland                              | - | Argentinië                    | 0 - 3                      |
| ------------------------------------ | - | ----------------------------- | -------------------------- |
| Marat Safin                          | - | José Acasuso                  | 6-2, 2-6, 0-3 opgave Safin |
| Jevgeni Kafelnikov                   | - | Guillermo Cañas               | 4-6, 2-6                   |
| Andrej Tsjerkasov Jevgeni Kafelnikov | - | Lucas Arnold Ker Gastón Etlis | 4-6, 1-6                   |